# Marciszów (stacja kolejowa)
Marciszów – stacja kolejowa w Marciszowie, w Polsce, w województwie dolnośląskim.

## Ruch pasażerski
| Rok  | Wymiana pasażerska na dobę |
| ---- | -------------------------- |
| 2017 | 150-199                    |
| 2022 | 150-199                    |